# ЗЛиН (завод)
Гомельский завод литья и нормалей (сокр. ГЗЛиН; бел. Гомельскі завод ліцця і нармалей) — основанный в 1981 году завод в белорусском городе Гомеле, входит в состав производственного объединения «Гомсельмаш». Завод выпускает машиностроительную продукцию, включающую сельскохозяйственные машины, литейную продукцию, машиностроительный крепеж, холодновысадочный инструмент, штампы, литейную оснастку и другое, в том числе нестандартное оборудование.

## История

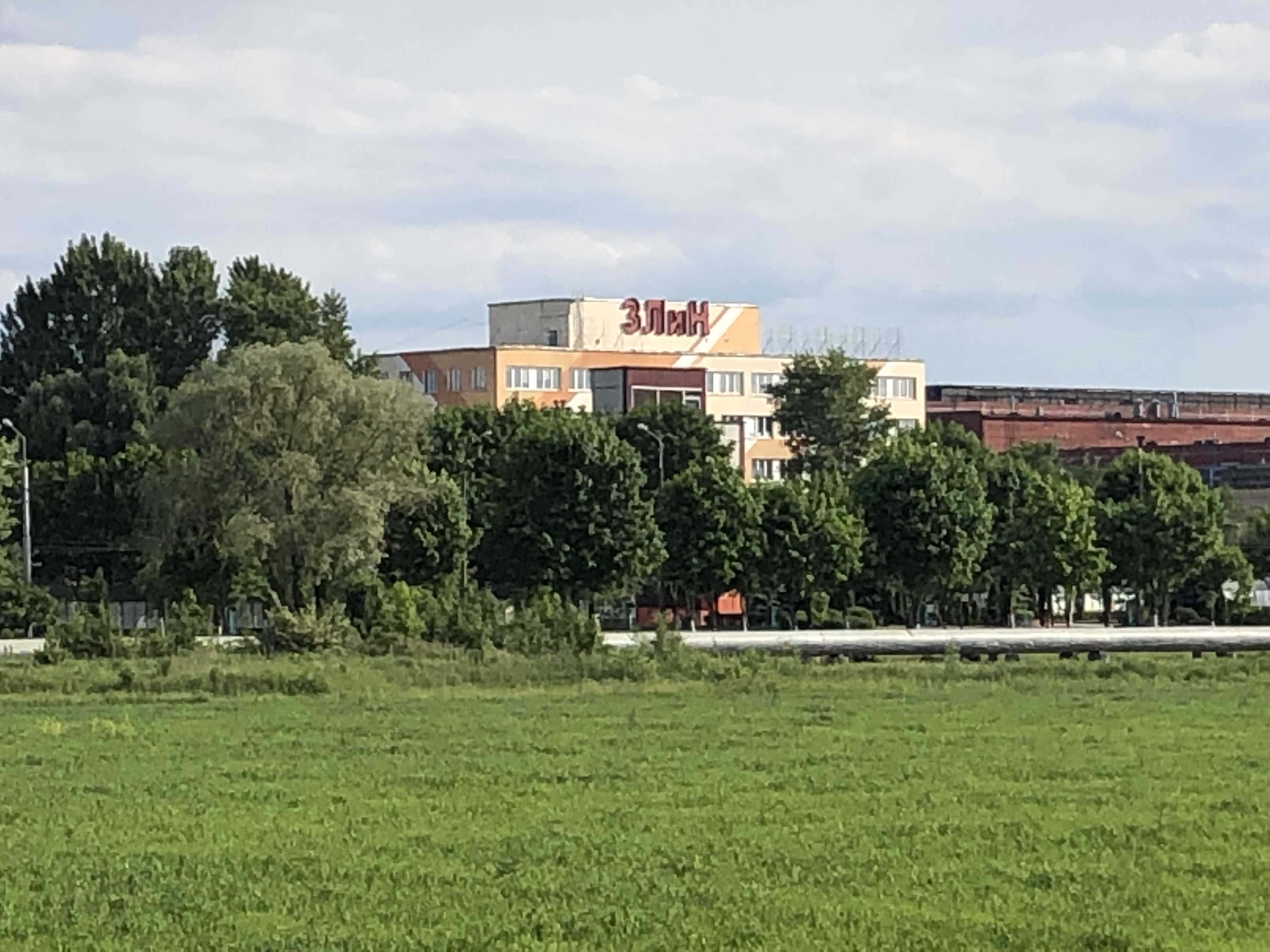
Завод литья и нормалей, Гомель, июнь 2019

Согласно приказу от октября 1979 года Министерства машиностроения для животноводства и кормопроизводства СССР «О создании Гомельского завода литья и нормалей» №272 в 1980 году были созданы первые отделы завода – оборудования, кадров, капитального строительства, главного энергетика и главного технолога. Также заложены цеха – нормалей, нестандартизированного оборудования. Образована профсоюзная организация, организованы склады, создана насосная станция второго подъема. 10 декабря 1981 года завод произвел первую в своей истории продукцию – простую заклепку под номенклатурой КИС-0604601. И эта дата считается днём рождения Гомельского завода литья и нормалей. В следующем году начали строить корпус жаток, и августе 1983-го была выпущена первая жатка для уборки кукурузы, а в сентябре 1983 года собраны первые десять травяных жаток. К концу года уровень производства составил 1220 жаток КИС-0600000, а в 1984-м начата сборка жаток КИН-0200000.
К 1990 году предприятие вышло на полное освоение его производственной мощности, и при этом 90% поставок приходились не на Белоруссию, а на другие республики СССР. После крушения СССР плановая система поставок была разрушена, и предприятие попало в экономический кризис. В этих условиях была произведена реконструкция предприятия: появились экспортный отдел, отдел продаж, специализированный конструкторский отдел и другие. Предприятие больше сконцентрировалось на производстве товаров народного потребления и товаров на экспорт.
В 2013 году РУП «Гомельский завод литья и нормалей» было преобразовано в ОАО «Гомельский завод литья и нормалей» (приказ Государственного комитета по имуществу Республики Беларусь от 30 декабря 2013 г. №299). 100% акций общества принадлежит государству, а органом, осуществляющим владельческий надзор, является Министерство промышленности Республики Беларусь.
12 мая 2023 года Украина ввела санкции против завода. В июле того же года Telegram-канал завода опубликовал видео ареста своего сотрудника, задержанного за экстремизм; ранее в марте ОМОН задержал 14 заводчан.

## Продукция
Завод выпускает жатки для всех комбайнов производства ПО Гомсельмаш, а также для комбайнов «Дон-1500» (Ростсельмаш), тракторов «Беларус», комбайнов Е-281F «Марал» и других модификаций комбайна Е-281, «Енисей-З24» (Красноярский комбайновый завод) и других. Продукция предприятия поставлялось в Россию, Украину, Прибалтику, Казахстан, Германию, Румынию, Аргентину, Монголию, Китай, Чехию, Польшу. Основными потребителями кормоуборочной техники в Беларуси являются около 2300 сельхозпредприятий.
Продукция поставляется не только для сельскохозяйственной техники. Так, на заводе производились системы механических соединений для арматуры для строительства Белорусской АЭС. Помимо этого, завод производит литейные изделия: корпуса, шкивы, втулки, литье для нужд железной дороги, для нужд коммунального хозяйства и другие виды отливок. Освоено декоративно-художественное литье, изделия из которых поставляются в том числе в Санкт-Петербург, Москву и в другие города России.

## Прибыль
Убыточный.
Чистая прибыль ▼ −251,855 млн рублей (-95,787 млн долларов США) (2022 г.)

## Достижения
- Жатка для зерновых культур ЖЗК-9-2 (комплектация 01) получила Государственный знак качества в 2024 году (в группе продукция производственно-технического назначения)[9][10].